# Паркс, Аарон
Аарон Паркс (англ. Aaron Parks; род. 1 ноября 1994, Балтимор, штат Мэриленд, США) — американский профессиональный баскетболист, играющий на позиции разыгрывающего защитника.

## Карьера
Паркс начал профессиональную карьеру в исландском клубе «Скаллагримур». В чемпионате Исландии Аарон в среднем набирал 27 очков и 6 передач.
В октябре 2018 года Паркс перешёл в «Уралмаш». В июне 2019 года Аарон продлил контракт с екатеринбургским клубом ещё на 1 сезон.

## Личная жизнь
В колледже Паркс основал собственный бренд одежды — Say Less Apparel.